# Алфред дьо Вини
Алфред Виктор дьо Вини (на френски: Alfred Victor de Vigny) е френски поет, драматург и романист, един от водещите представители на романтизма.

## Биография и творчество
Роден е на 27 март 1797 година в Лош, регион Център-Вал дьо Лоар, Франция, в благородническо семейство. Баща му е възрастен ветеран от Седемгодишната война. Майка му, с двадесет години по-млада, поема грижата за възпитанието му, вдъхновена от книгите на Жан-Жак Русо. Както повечето аристократични фамилии, след Френската революция семейството на Алфред дьо Вини се намира в затруднено материално положение, което се подобрява по време на Реставрацията след 1815 г.
Привличан от литературата и добре запознат с френската история и Библията, Алфред дьо Вини започва да пише поезия. Първото му стихотворение е публикувано през 1820, през 1824 издава амбициозната поема „Eloa“, а през 1826 – стихосбирката „Poèmes antiques et modernes“. Няколко месеца по-късно той публикува историческия роман „Cinq-Mars“. С успеха на последните две книги дьо Вини се очертава като изгряващата звезда на зараждащото се романтическо движение, въпреки че скоро тази роля е заета от неговия близък приятел Виктор Юго.
През 1827 г. Алфред дьо Вини работи, заедно с Емил Дешан, върху превода на „Ромео и Жулиета“ от Уилям Шекспир. Все по-близък до политическия либерализъм, той посреща със задоволство Юлската революция през 1830 и отстраняването на Шарл X.
През 1831 г. дьо Вини представя първата си оригинална пиеса, „La Maréchale d'Ancre“, историческа драма за събитията, довели до възкачването на трона на Луи XIII. Чест посетител на театъра, той се запознава с известната актриса Мари Дорвал, негова любовница до 1838. Съпругата на дьо Вини, англичанката Лидия Бънбъри, се превръща в почти пълен инвалид и така и не се научава да говори добре френски. Те нямат деца, а той остава разочарован, когато повторен брак на нейния баща ги лишава от очаквано наследство.
През 1835 г. Алфред дьо Вини завършва драмата „Chatterton“ по живота на Томас Чатъртън, в която Мари Дорвал играе главната роля. Пиесата е смятана за една от най-добрите френски романтични драми и се поставя редовно. Същият сюжет вдъхновява и една от трите части на философския роман „Stello“ (1832).
След смъртта на майка си през 1838 г. Алфред дьо Вини наследява имението Мен Жиро край Ангулем, където се оттегля в края на живота си. В последните си години той спира да публикува, но продължава да пише. Неговият „Journal“ е смятан от изследователите за значително литературно произведение сам по себе си.
Умира на 17 септември 1863 година в Париж на 66-годишна възраст.

## Произведения
- Poèmes (1822)
- Éloa, ou La Sœur des Anges (1824)
- Poèmes antiques et modernes (1826)
- Cinq-Mars (1826)
- Roméo et Juliette (1828), превод в стихове на трагедията на Уилям Шекспир
- Shylock (1828), адаптация в стихове на Венецианският търговец
- Le More de Venise (1829), превод в стихове на Отело
- La Maréchale d'Ancre (1830)
- L'Almeh (Scènes du Désert) (1831)
- Les Consultations du Docteur Noir: Stello ou les Diables bleus: première consultation (1832)
- Quitte pour la peur (1833)
- Servitude et grandeur militaires (1835)
- Chatterton (1835)
- Daphné: seconde consultation du Docteur Noir (1837)
- Les Destinées (1864)
- Journal d'un poète (1867)
- Œuvres complètes (1883 – 1885)